# Sân vận động Castelão (Ceará)
Sân vận động Estádio Plácido Aderaldo Castelo, còn gọi là Castelão (phát âm tiếng Bồ Đào Nha: [kasteˈlɐ̃w]) hay Gigante da Boa Vista, là một sân vận động bóng đá được mở cửa ngày 11 tháng 11 năm 1973 tại Fortaleza, Ceará, Brazil, với sức chứa tối đa 67.037 người. Sân vận động này do chính quyền bang Ceará quản lý, và là sân nhà của các đội bóng Ceará Sporting Club và Fortaleza Esporte Clube. Tên cũ của nó được đặt để vinh danh Plácido Aderaldo Castelo, người giữ chức vụ thống đốc bang Ceará từ ngày 12 tháng 9 năm 1966 đến ngày 15 tháng 3 năm 1971, và là người chỉ đạo việc xây dựng sân vận động này.

## Sự kiện thể thao

### World Cup 2014
Sân vận động Castelao tổ chức 6 trận đấu tại World Cup 2014, bao gồm 4 trận ở vòng bảng, 1 trận ở vòng 16 đội và 1 trận tứ kết.
| Ngày                | Giờ   | Đội     | Kết quả | Đội         | Vòng        | Khán giả |
| ------------------- | ----- | ------- | ------- | ----------- | ----------- | -------- |
| 14 tháng 6 năm 2014 | 16:00 | Uruguay | 1 - 3   | Costa Rica  | Bảng D      | 58.679   |
| 17 tháng 6 năm 2014 | 16:00 | Brasil  | 0 - 0   | México      | Bảng A      | 60.342   |
| 21 tháng 6 năm 2014 | 16:00 | Đức     | 2 - 2   | Ghana       | Bảng G      | 59.621   |
| 24 tháng 6 năm 2014 | 17:00 | Hy Lạp  | 2 - 1   | Bờ Biển Ngà | Bảng C      | 59.095   |
| 29 tháng 6 năm 2014 | 13:00 | Hà Lan  | 2 - 1   | México      | Vòng 16 đội | 58.817   |
| 4 tháng 7 năm 2014  | 17:00 | Brasil  | 2 - 1   | Colombia    | Tứ kết      | 60.342   |

### Vòng loại World Cup 2018
| Ngày                 | Giờ   | Đội    | Kết quả | Đội       | Vòng   | Khán giả |
| -------------------- | ----- | ------ | ------- | --------- | ------ | -------- |
| 13 tháng 10 năm 2015 | 22:00 | Brasil | 3 - 1   | Venezuela | Vòng 2 | 38.970   |